# Samovar (Malevitch)
Pour les articles homonymes, voir Samovar.
Samovar est un tableau réalisé par Kasimir Malevitch en 1913. Exposée au Salon des indépendants de 1914, cette huile sur toile est aujourd'hui conservée au Museum of Modern Art, à New York.

## Expositions
- Salon des indépendants de 1914, Paris, 1914.
- Le Cubisme, Centre national d'art et de culture Georges-Pompidou, Paris, 2018-2019.